# Taosi
Taosi ((zh)) est un site archéologique situé dans le xian de Xiangfen, à Shanxi, en Chine. Le site ferait partie de la phase tardive de la culture de Longshan, dans le sud du Shanxi, également connue sous le nom de phase Taosi (Taosi phase) (-2300 à -1900 de l'ère commune).

## Site
Taosi est exploré de 1999 à 2001 par des archéologues liés à l'Académie chinoise des sciences sociales.